# Charles Harrison Wright
Charles Harrison Wright, seit 1871 von Wright (*  9. Oktober 1821 in Wood Green, England; † 14. Juli 1885 in Baden-Baden) war ein preußischer Generalleutnant.

## Leben

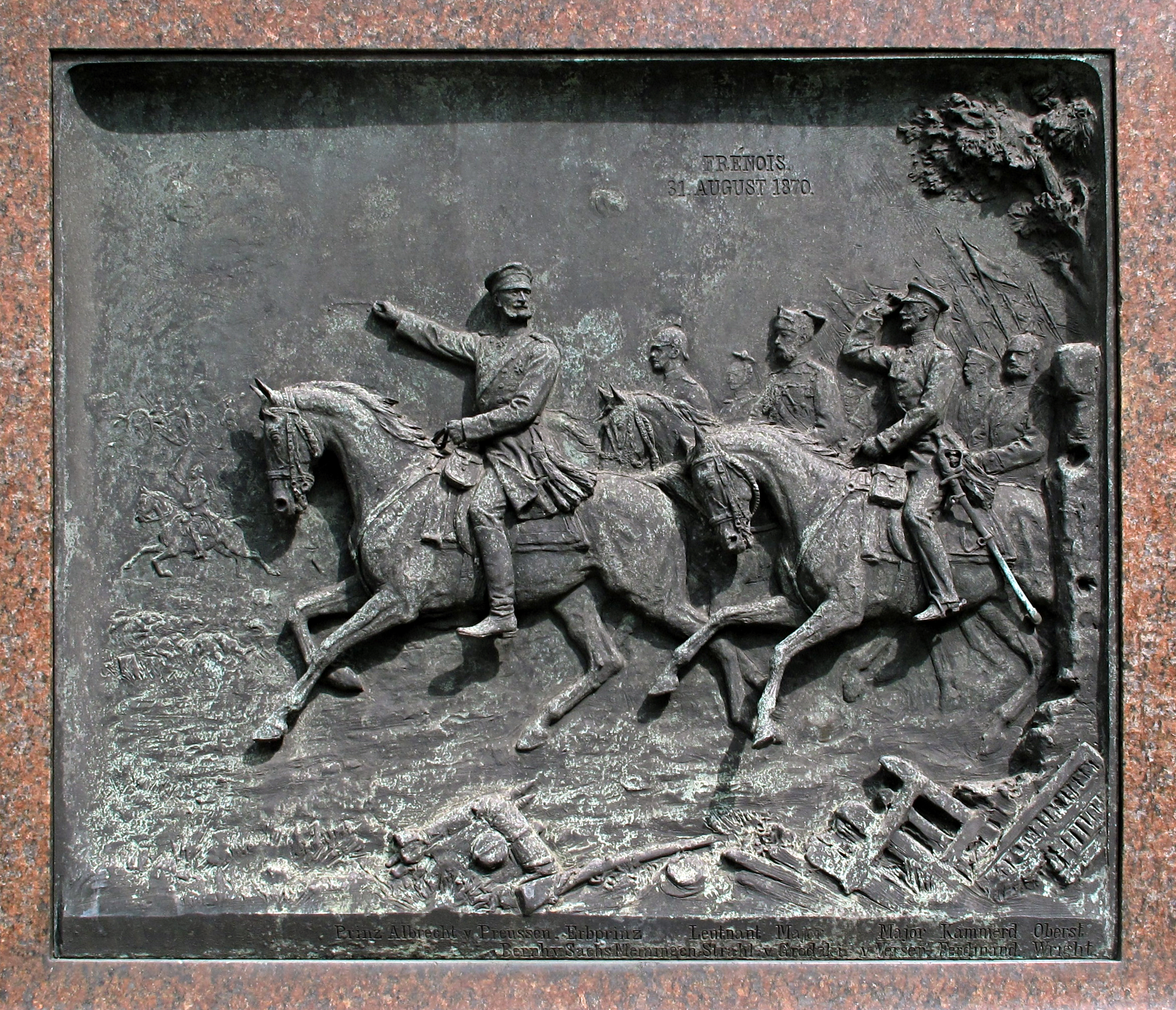
Relief Verfolgung des Feindes über Frenois auf Sedan mit Wright als letztem Reiter, siehe Inschrift im unteren Reliefrahmen.

### Herkunft
Er war der Sohn des englischen Gutsbesitzers Samuel Wright († 1853) und dessen Ehefrau Frau Sara Louise, geborene Harrison. Als Kind kam er mit seiner Mutter nach Deutschland, wo sie 1839 in Bonn starb.

### Militärkarriere
Wright besuchte das St. Pauls-Gymnasium in London und erhielt Privatunterricht in Bonn. Am 3. Februar 1839 trat er in das 7. Ulanen-Regiment der Preußischen Armee ein. Dort wurde Wright am 7. Mai 1839 zum Portepeefähnrich ernannt und am 27. Januar 1840 zum Sekondeleutnant befördert. Mit seinem Regiment beteiligte er sich 1849 an der Niederschlagung der Badischen Revolution und kam dabei in den Gefechten bei Kirchheimbolanden, Ubstadt, Durlach und Kuppenheim zum Einsatz. Im Februar 1853 zum Premierleutnant befördert, war Wright von August 1854 bis März 1858 als Eskadronführer zum 7. Landwehr-Ulanen-Regiment kommandiert und wurde zwischenzeitlich am 13. November 1856 Rittmeister. Als solcher stieg er anschließend zum Eskadronchef in Saarbrücken auf. Am 23. Mai 1861 kommandierte man ihn als Adjutant zur 15. Division. Kurzzeitig war Wright von Ende Juni bis Mitte Juli 1864 in gleicher Stellung beim Generalkommando des V. Armee-Korps tätig und kehrte dann als etatsmäßiger Stabsoffizier in sein Regiment zurück. Am 18. April 1865 wurde Wright als Major unter Stellung à la suite zum Adjutanten des Chefs des Generalstabes Helmuth Karl Bernhard von Moltke ernannt. In dieser Funktion war er 1866 während des Krieges gegen Österreich an der Schlacht bei Königgrätz beteiligt. Nach dem Friedensschluss wurde Wright im August 1867 unter Belassung in seiner Stellung als Adjutant mit dem Rang eines Abteilungschefs à la suite des Generalstabes der Armee gestellt. Als Oberstleutnant erhielt er am 9. Juni 1868 das kommando über das Dragoner-Regiment Nr. 5.
Nach dem Beginn des Krieges gegen Frankreich am 26. Juli 1870 zum Oberst befördert, war Wright ab 1. September 1870 mit der Führung der Geschäfte des Generalstabsoffiziers bei der 4. Kavallerie-Division beauftragt und wurde schließlich am 16. Dezember 1870 für die weitere Dauer des mobilen Verhältnisses Oberquartiermeister der 2. Armee. Während des Krieges machte er u. a. die Schlachten bei Sedan, Orléans, Beaugency sowie Le Mans mit und wurde mit beiden Klassen des Eisernen Kreuzes ausgezeichnet.
Auf dem Relief „Verfolgung des Feindes über Frenois auf Sedan“, einer Szene vom 31. August 1870, am Berliner Prinz-Albrecht-von-Preußen-Denkmal ist Wright als letzter Reiter in der von Prinz Albrecht von Preußen angeführten Kavallerie dargestellt. Am 16. Juni 1871 wurde er durch König Wilhelm I. bei Gelegenheit des Einzugs der Truppen in Berlin „wegen der im Kriege gegen Frankreich bewiesenen Tapferkeit“ in den erblichen Adelsstand erhoben. Wenige Tage später wurde er zum Chef des Generalstabes des VIII. Armee-Korps ernannt und am 18. Januar 1873 mit dem Komturkreuz des Königlichen Hausordens von Hohenzollern mit Schwertern ausgezeichnet. Am 16. August 1873 erhielt Wright den Rang und die Gebührnisse eines Brigadekommandeur.
Am 14. März 1874 folgte unter Stellung à la suite des Generalstabes der Armee seine Ernennung zum Kommandeur der 30. Kavallerie-Brigade in Metz sowie am 27. Oktober 1874 seine Beförderung zum Generalmajor. Ab 28. Oktober 1880 war Wright dann Kommandeur der Kavallerie-Division des XV. Armee-Korps und wurde am 18. November 1880 Generalleutnant. Für seine langjährigen Verdienste erhielt er am 14. Januar 1883 den Stern zum Roten Adlerorden II. Klasse mit Eichenlaub und Schwertern am Ringe. Gesundheitsbedingt gab Wright am 11. Februar 1884 seinen Posten ab und wurde mit Pension unter Verleihung des Kronenordens I. Klasse mit Schwertern am Ringe zur Disposition gestellt.

### Familie
Wright hatte sich am 4. Oktober 1854 in Cheshunt mit Sara Ellen Lloyd (1831–1905) verheiratet. Aus der Ehe gingen vier Kinder hervor:
- Edward Charles (* 1855), preußischer Rittmeister im Dragoner-Regiment Nr. 6

⚭ 3. Juli 1901 Mary Roos († 1902)
⚭ 3. Januar 1905 Marie Castendyk verwitwete Mehlburger
- Mary Luise Francis (1856–1936) ⚭ George Christopher Lloyd (1861–1942)[2]
- Harry (1859–1925), preußischer Generalleutnant
- William Alfred Thomas (1862–1914), preußischer Oberstleutnant, zuletzt Kommandeur des Reserve-Infanterie-Regiments Nr. 77 ⚭ Lilly Guild (* 1864)

### Wappen (1871)
Unter silbernem, mit dem Eisernen Kreuze belegten Schildeshaupte in Schwarz ein mit drei blauen Lanzenspitzen belegter goldener Sparren, begleitet von drei (2:1) goldenen Einhornköpfen. Auf dem gekrönten Helme mit blau-goldenen Decken ein emporgestreckter mit goldenem Schuppenpanzer bekleideter Rechtarm, welcher einen kurzen Wurfspieß mit blauer Pfeilspitze hält. Wahlspruch: ESSE QUAM VIDERI (Lat.: [mehr] sein als scheinen).